# 懷特泰爾 (亞利桑那州)
懷特泰爾（英語：Whitetail）是位於美國亞利桑那州皮馬縣的一個非建制地區。該地的面積和人口皆未知。

## 地理
懷特泰爾的座標為32°24′37″N 110°43′55″W / 32.41028°N 110.73194°W，而該地的平均海拔高度為2453米（即8048英尺）。